# Skarżysko Kościelne (przystanek kolejowy)
Skarżysko Kościelne – przystanek kolejowy w Skarżysku-Kamiennej, w województwie świętokrzyskim, w Polsce.

## Ruch pasażerski
| Rok  | Wymiana pasażerska na dobę |
| ---- | -------------------------- |
| 2017 | 50-99                      |
| 2022 | 50-99                      |

Od wprowadzenia 12 czerwca 2016 roku nowego rozkładu jazdy do odwołania, ze względu na prace torowe, pociągi zatrzymywały się tylko przy peronie drugim. 

## Galeria

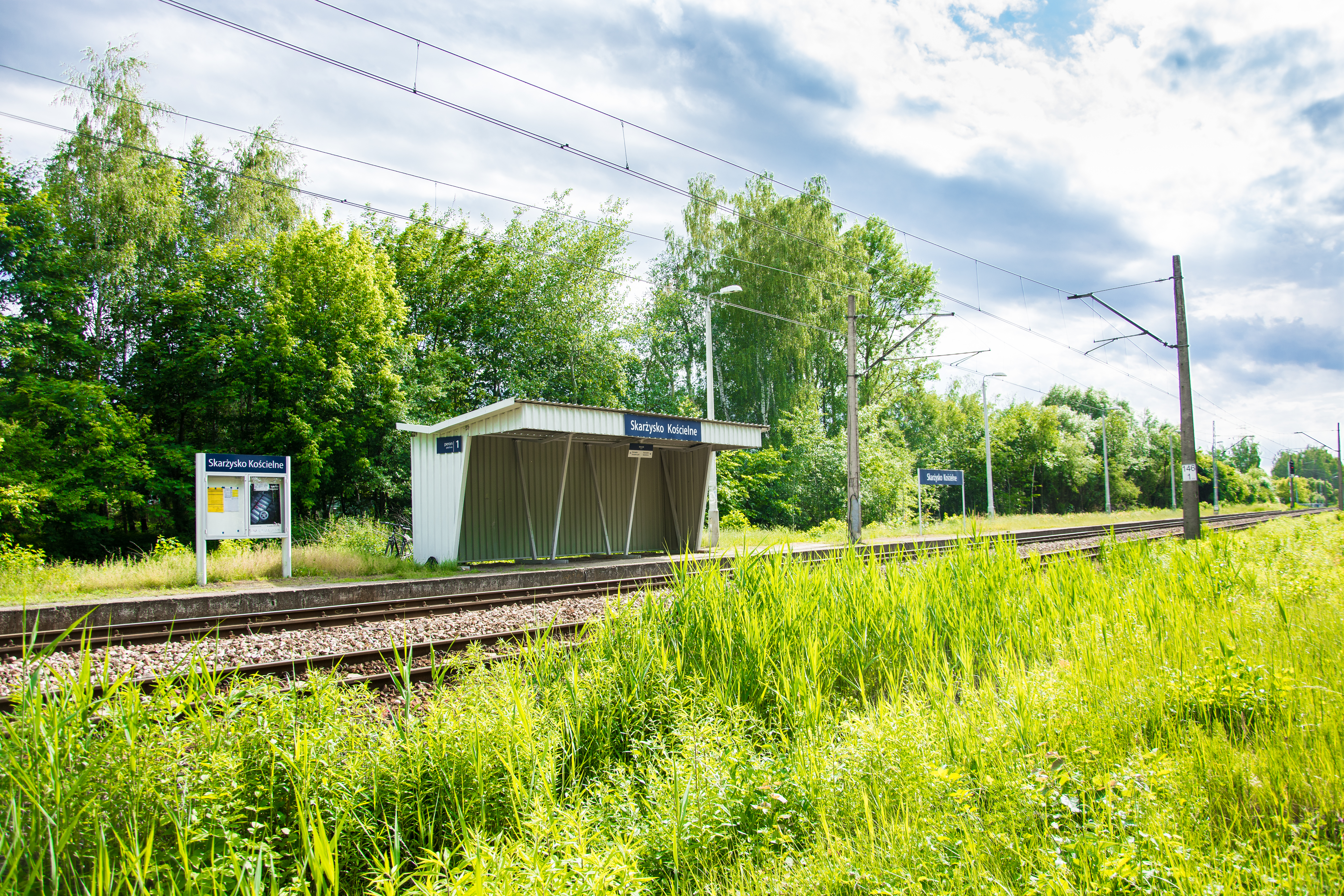
Peron pierwszy (obecnie nieczynny z powodu prac torowych)
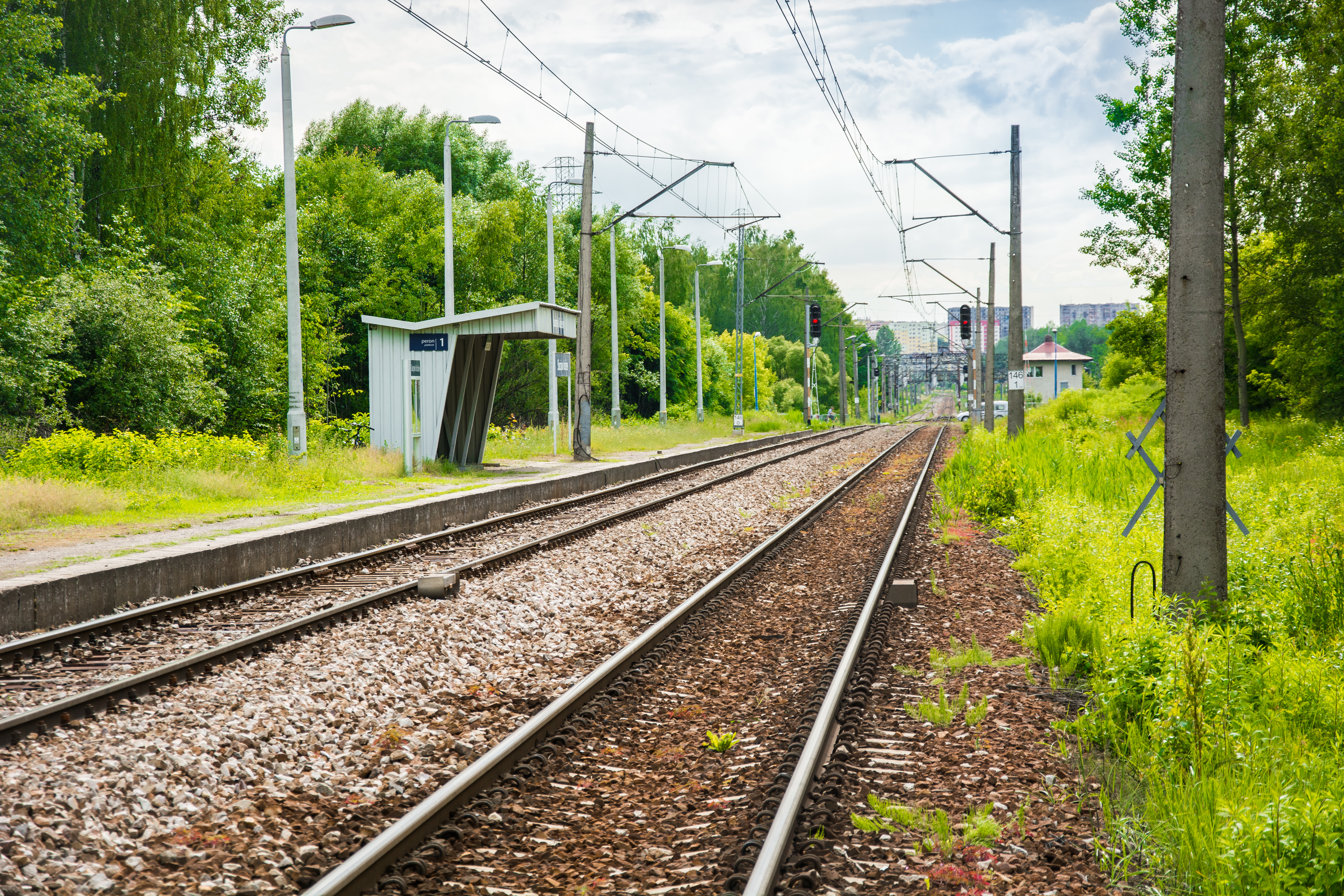
Widok w kierunku stacji Skarżysko-Kamienna
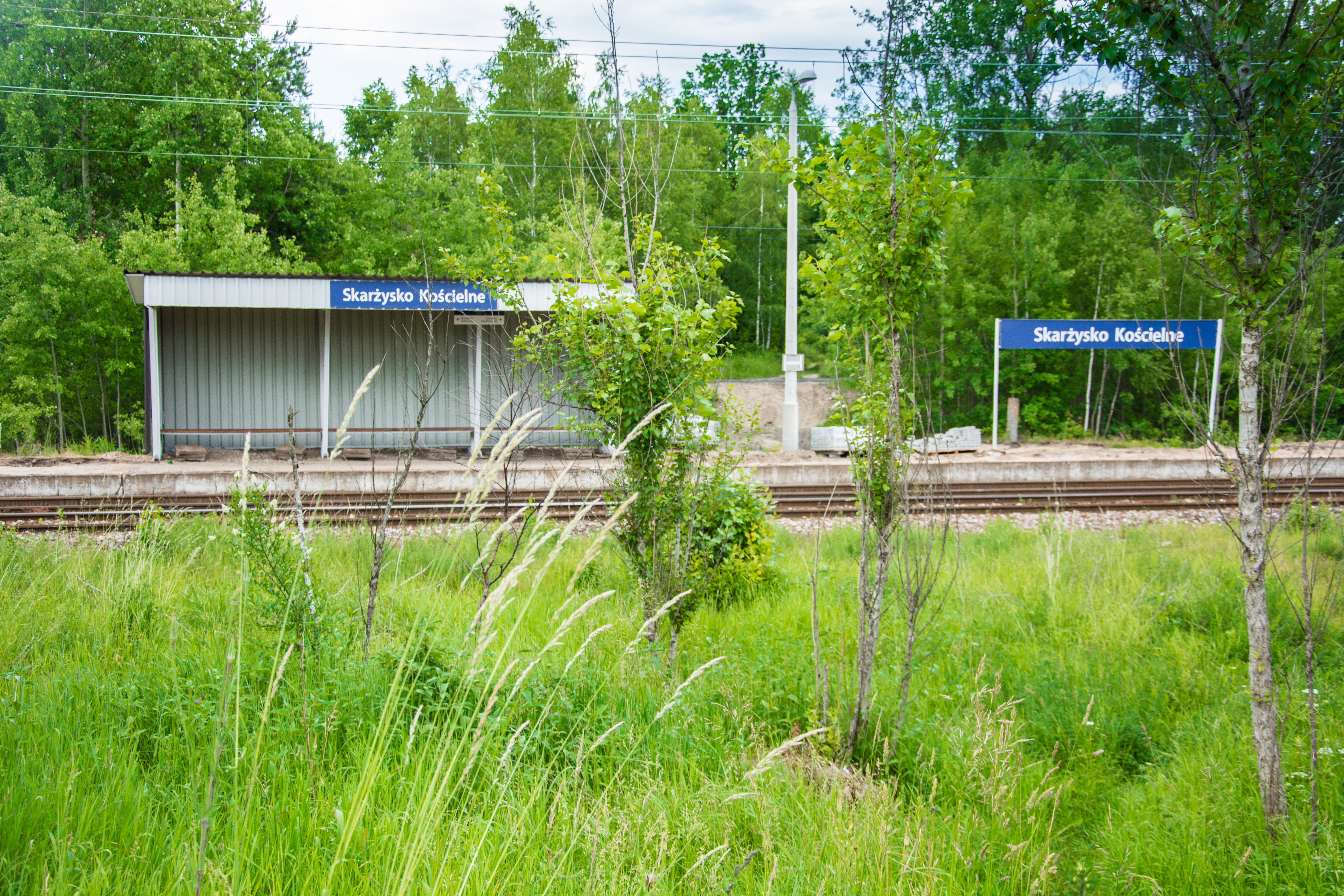
Remontowany obecnie peron drugi – wiata przystankowa i tablica